# Venus voor de spiegel (Velázquez)
Venus voor de spiegel of Venus en de spiegel (Spaans: La Venus del espejo, Engels: The toilet of Venus en The Rokeby Venus) is een schilderij van de Spaanse kunstschilder Diego Velázquez (1599–1660), 122,5 × 177 centimeter groot, voltooid tussen 1647 en 1651, waarschijnlijk tijdens een reis naar Italië. Venus voor de spiegel is een van de vier Venus-portretten die Velázquez geschilderd heeft, het enige echter dat bewaard is gebleven. Het schilderij past in een eeuwenlange traditie waarbij Venus wordt afgebeeld als het ultieme symbool van de vrouwelijke schoonheid. Het is sinds 1906 in het bezit van de  National Gallery te Londen.

## Beschrijving
Het schilderij toont Venus, godin van liefde, schoonheid en vruchtbaarheid, in een sensuele pose, gezien op de rug, liggend voor een spiegel. Ze wordt weergegeven zonder juwelen, rozen of lauwerkransen, zoals in Italiaanse Venusportretten uit die tijd gebruikelijk was. Anders dan de meeste naakten van Hollandse meesters wordt ze niet omgeven door landschappen, interieurs of andere figuren die de aandacht van haar naaktheid zouden kunnen afleiden. Ze wordt enkel geflankeerd door Cupido, waarschijnlijk om haar goddelijke karakter te benadrukken.
Opvallend is ook de relatief slanke gestalte van Velázquez' Venus, anders dan de voluptueuze vrouwen van zijn tijdgenoten Pieter Paul Rubens en Titiaan. Dit was geheel conform de mode in het toenmalige Spanje, die een voorkeur toont voor dunne vrouwen, anders dan elders in Europa.
De donkere lakens in contrast met de blanke huid geven het idee dat de Venusfiguur als het ware opgediend wordt. Opvallend is dat ze niet blond maar donker haar heeft. Opmerkelijk is ook dat de spiegel haar gelaat weergeeft, terwijl dat volgens de wetten van de optica, eerder haar romp zou moeten zijn. Haar welvende bekken is precies in het centrum van de compositie geplaatst. De weerspiegeling van haar gezicht, die iets van haar individuele persoonlijkheid zou kunnen prijsgeven, vervaagt in de spiegel.

## Context
Velázquez was in de tijd dat hij Venus voor de spiegel schilderde hofschilder van Filips IV van Spanje. De melancholische Filips was ook opdrachtgever voor het schilderij, hetgeen opvallend mag heten gezien zijn streng katholieke geloofsopvattingen.
Het schilderen van naakten was in het Spanje van de zeventiende eeuw sowieso een gevaarlijke bezigheid. De inquisitie had overal ogen en op beschuldiging van onzedelijkheid kon de maker zomaar geëxcommuniceerd of verbannen worden. Wellicht was dit ook de reden dat Velázquez zijn Venus schilderde op de rug gezien. Mogelijk is dat de keuze om het schilderij naar de mythologische Venusfiguur te vernoemen en Cupido toe te voegen ook te maken heeft met het op veilig spelen van de schilder.

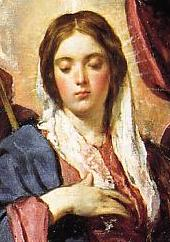
De kroning van de maagd Maria (detail)

## Model
Het model voor de Venusfiguur is waarschijnlijk een van de maîtresses van koning Filips IV. Het hebben van maîtresses was in het streng katholieke Spanje van de zeventiende eeuw de gewoonste zaak van de wereld en kenmerkt de dubbele moraal. Mannen hielden hun vrouwen bijna gevangen in hun huis en stelden hun eer afhankelijk van het behoud van de maagdelijkheid van hun dochters. Anderzijds was er een cultuur waarbinnen ze zichzelf konden gedragen als ware Don Juans, die er zonder gewetenswroeging andere vrouwen op na konden houden. Dat deze cultuur zich sterk eenzijdig richtte op de lusten van de man werd getypeerd door de gewoonte van de Spaanse koning om vrouwen die zijn maîtresse waren geweest zodra ze waren afgedankt naar het klooster te sturen: geen andere man mocht hen ooit nog bezitten.
Het model voor Velázquez' Venusschilderij is waarschijnlijk hetzelfde model als voor zijn De kroning van de maagd Maria, waarmee de dubbele moraal nog eens extra wordt onderstreept. De heilige maagd voor de kapel van de koningin, Venus voor de privévertrekken van de koning. "Hoer en heilige, twee aspecten van het vrouwbeeld die niet zover uit elkaar lagen in het zeventiende-eeuwse Spanje", aldus kunstkenners Rose-Marie en Rainer Hagen: "De cultuur verlangde van mannen dat ze zich als macho's gedroegen, maar tegelijkertijd werd door vrouwen verwacht dat ze die rol zouden nemen. Het waren overblijfselen van de oude harem-cultuur van de Moren die Spanje eeuwenlang had overheerst".

## Eigenaren
Velázquez had het schilderij gemaakt voor koning Filips IV van Spanje, maar toen die na de dood van koningin Isabella huwde met de veertienjarige Maria Anna van Oostenrijk was hij helemaal verliefd en probeerde hij een goede echtgenoot te zijn. Hij conformeerde zich, althans voor een tijdje, aan de strenge puriteinse hofregels en deed zijn Venus voor de spiegel over aan zijn favoriete minister Luis de Haro, die meerdere schilderijen van Velázquez bezat. Haro liet het schilderij overgaan op zijn dochter en later kwam het in het bezit van andere Spaanse hoogwaardigheidsbekleders rondom het hof. In 1802 werd het verkocht aan Manuel de Godoy, die ook in het bezit was van Francisco de Goya's La Maja Desnuda (De naakte Maja, 1797-1800), het andere beroemde Spaanse naaktschilderij. Hij hing beide werken, samen Goya's La Maja Vestida (De geklede Maja) naast elkaar in dezelfde ruimte.

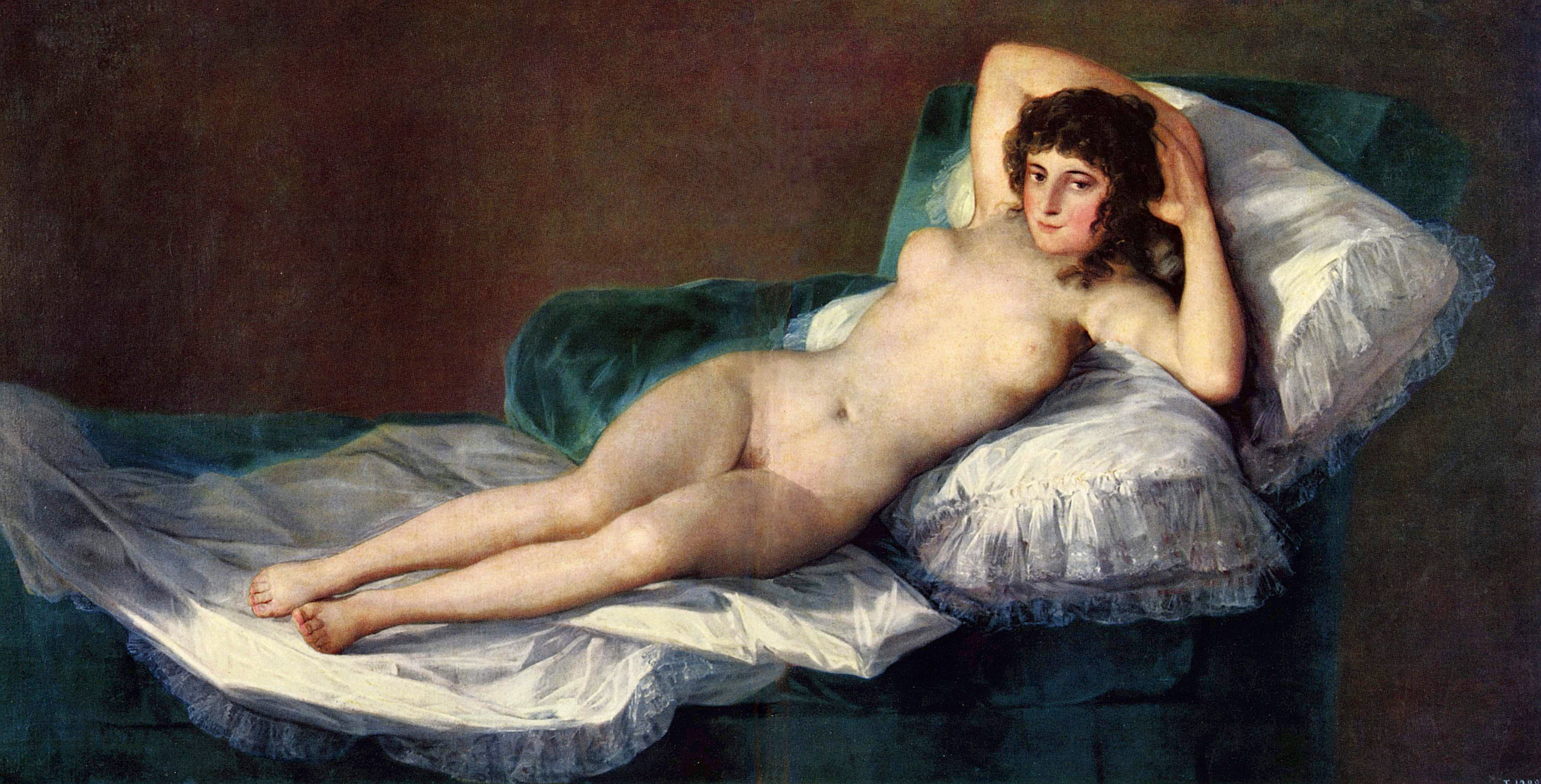
Francisco de Goya, La maja desnuda, 1797-1800

Tijdens de Spaanse Onafhankelijkheidsoorlog werd het schilderij door Franse soldaten gestolen uit het Godoy-paleis, in het kader van artistieke plunderingen, en kwam het in handen van George Augustus Wallis, een Britse schilder, die in Spanje werkte als agent voor William Buchanan, een belangrijke kunsthandelaar, die het schilderij in 1813 naar Engeland bracht.
In 1813 werd Venus voor de spiegel voor 500 Pond Sterling verworven door kunstverzamelaar John Morritt, die het in zijn huis hing te Rokeby Park, in Yorkshire, reden waarom het schilderij in Engelstalige landen nog steeds de Rokeby-Venus wordt genoemd. In 1906 werd het verworven door de National Gallery met geld van het 'National Art Collections Fund'. Daar is het nu nog steeds te bezichtigen.

## Vandalisme
Op 10 maart 1914 werd Venus voor de spiegel ernstig beschadigd door de suffragette Mary Richardson, die met een mes instak op de heupen en rug van de Venusfiguur. Directe aanleiding was de arrestatie van suffragette Emmeline Pankhurst een dag eerder. Aanvankelijk zou ze verklaren dat ze met Venus de mooiste vrouw uit de mythologische geschiedenis wilde vernietigen omdat de Engelse regering Emmeline Pankhurst wilde vernietigen, de mooiste vrouw uit het moderne Engeland. Ze werd veroordeeld tot zes maanden cel. Later liet Richardson zich in een interview ontvallen dat ze zich "altijd ernstig gestoord had aan de manier waarop mannelijke bezoekers de hele dag door naar het schilderij bleven gapen". Ze stoorde zich aan de reductie van het vrouwelijk lichaam tot lustobject.
Het schilderij werd na de aanval succesvol gerestaureerd door Helmut Ruhemann. In 1965-1966 volgde opnieuw een grote restauratie die de kleuren weer in volle glorie tot hun recht liet komen. Venus voor de spiegel geldt heden ten dage als een van de topstukken in de National Gallery en als een der bekendste naakten uit de kunstgeschiedenis.
In november 2023 bewerkten twee activisten van Just Stop Oil het veiligheidsglas van het schilderij met hamers. Ze werden gearresteerd. Het schilderij werd uit de tentoonstelling verwijderd voor inspectie. Er zouden mogelijk glassplinters in het doek en de verf zijn terechtgekomen. Just Stop Oil koos het schilderij om een link te leggen met de suffragettebeweging.